# LNER A4형 증기 기관차

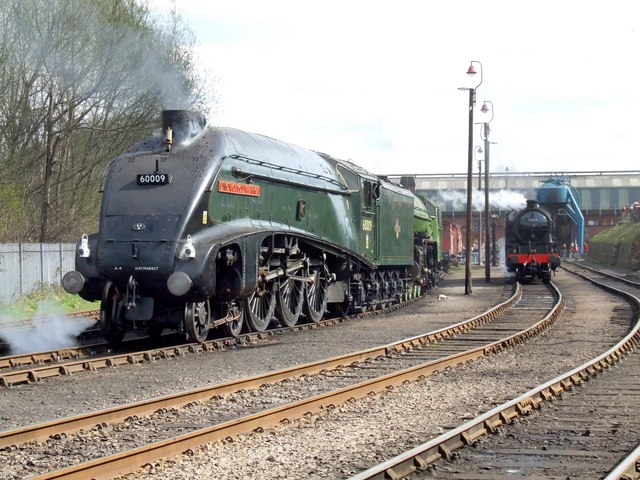
LNER A4형 증기 기관차

LNER A4형 증기 기관차(LNER Class A4)는 나이젤 그레슬리가 1935년에 런던과 동부 철도를 위해 설계한 4-6-2의 능률화된 증기 기관차의 등급이다. 그들의 유선형 디자인은 그들에게 고속의 능력을 주었을 뿐만 아니라 그들을 즉시 알아볼 수 있게 해주었고, 그 클래스 중 하나인 4468 말라드는 가장 빠른 증기 기관차로 세계 기록을 보유하고 있다. 35개의 등급은 런던 킹스크로스 역에서 뉴욕을 거쳐 뉴캐슬, 후에 뉴캐슬을 거쳐 스코틀랜드 에든버러까지 런던 킹스 크로스노선의 고속 여객 열차를 운송하기 위해 만들어졌다. 그들은 동해안 본선에서 1960년대 초까지 운행되었으며, 이후 델틱 디젤 기관차로 대체되었다. 델틱 기관차는 A4형 기관차의 훌륭한 후계자로 입증되었다. 일부 A4형 기관차는 1966년까지 스코틀랜드에서 마지막 운행 기간을 보냈으며, 특히 애버딘–글래스고 급행 열차에서 운용되어 소요 시간을 3시간 30분에서 3시간으로 단축시키는 데 사용되었다.